# Premier de Wuhan 2014
El Wuhan Tennis Open 2014 es un torneo de tenis jugado en canchas duras al aire libre. Es la 1.ª edición del Wuhan Tennis Open, y parte de la Serie Premier 5 del WTA Tour 2014. Se llevó a cabo en Wuhan, China, del 22 al 28 de septiembre de 2014.

## Puntos y premios

### Distribución de puntos
| Evento     | G   | F   | SF  | CF  | Ronda de 16 | Ronda de 32 | Ronda de 64 | Q  | Q2 | Q1 |
| Individual | 900 | 585 | 350 | 190 | 105         | 60          | 1           | 30 | 20 | 1  |
| Dobles     | 900 | 585 | 350 | 190 | 105         | 1           | —           | —  | —  | —  |

### Premios
| Event      | W        | F        | SF       | QF      | Dieciseisavos | Round of 32 | Round of 64 | Q2 | Q1 |
| Individual | $441,000 | $220,200 | $110,100 | $50,700 | $25,135       | $12,900     | $6,630      | $  | $  |
| Dobles*    | $126,000 | $63,750  | $31,665  | $15,880 | $8,020        | $3,980      | —           | —  | —  |

* por equipo

## Cabeza de serie

### Individual
Este Torneo de Wuhan por ser nuevo los puntos a Defender de cada jugadora son las del Premier de Tokio 2013, puesto que compila con los de la categoría del torneo. El Ranking está hecho sobre la base de la de la semana del 22 de septiembre.
| Semb. | Rk. | Jugador             | Puntos Antes | Puntos a Defender | Puntos Ganados | Puntos Después | Actuación en el Torneo                                  |
| ----- | --- | ------------------- | ------------ | ----------------- | -------------- | -------------- | ------------------------------------------------------- |
| 1     | 1   | Serena Williams     | 9,430        | 0                 | 1              | 9,431          | Segunda ronda, se retiró ante Alizé Cornet              |
| 2     | 2   | Simona Halep        | 6,160        | 125               | 1              | 6,036          | Segunda ronda, perdió ante Garbiñe Muguruza             |
| 3     | 3   | Petra Kvitová       | 5,926        | 900               | 900            | 5,926          | Campeona, venció a Eugenie Bouchard [6]                 |
| 4     | 4   | María Sharápova     | 5,575        | 0                 | 105            | 5,680          | Tercera ronda, perdió ante Timea Bacsinszky [Q]         |
| 5     | 6   | Agnieszka Radwanska | 5,200        | 225               | 1              | 4,976          | Segunda ronda, perdió ante Caroline Garcia              |
| 6     | 9   | Eugenie Bouchard    | 4,433        | 225               | 585            | 4,793          | Final, perdió ante Petra Kvitova [3]                    |
| 7     | 8   | Angelique Kerber    | 4,480        | 620               | 190            | 4,050          | Cuartos de final Ronda vs Elina Svitolina               |
| 8     | 7   | Caroline Wozniacki  | 4,500        | 395               | 350            | 4,455          | Semifinales, perdió ante Eugenie Bouchard [6]           |
| 9     | 10  | Ana Ivanovic        | 4,180        | 125               | 1              | 4,056          | Primera ronda, se retiró ante Anastasiya Pavliuchenkova |
| 10    | 11  | Jelena Jankovic     | 3,655        | 125               | 60             | 3,590          | Segunda ronda, se retiró ante Coco Vandeweghe           |
| 11    | 12  | Sara Errani         | 3,215        | 1                 | 60             | 3,274          | Segunda ronda, perdió ante Alison Riske                 |
| 12    | 13  | Dominika Cibulková  | 3,106        | 125               | 1              | 2,982          | Primera ronda, se retiró ante Madison Keys              |
| 13    | 14  | Yekaterina Makarova | 2,845        | 0                 | 60             | 2,905          | Segunda ronda, perdió ante Timea Bacsinszky [Q]         |
| 14    | 15  | Lucie Safarova      | 2,785        | 225               | 1              | 2,561          | Primera ronda, perdió ante Sabine Lisicki               |
| 15    | 16  | Flavia Pennetta     | 2,651        | 70                | 1              | 2,582          | Primera ronda, perdió ante Jarmila Gajdošová [Q]        |
| 16    | 17  | Andrea Petkovic     | 2,525        | 70                | 60             | 2,515          | Segunda ronda, perdió ante Karolína Plíšková            |

#### Bajas Femeninas
| Ranking | Jugadora | Puntos Antes | Puntos a Defender | Puntos Ganados | Puntos Después | Baja debido a    |
| ------- | -------- | ------------ | ----------------- | -------------- | -------------- | ---------------- |
| 5       | Na Li    | 5,270        | 0                 | 0              | 5,270          | Retiro del Tenis |

### Dobles
| Tenista                               | Ranking | Preclasificada |
| Sara Errani Roberta Vinci             | 2       | 1              |
| Květa Peschke Katarina Srebotnik      | 19      | 2              |
| Raquel Kops-Jones Abigail Spears      | 22      | 3              |
| Andrea Hlaváčková Peng Shuai          | 25      | 4              |
| Alla Kudryavtseva Anastasia Rodionova | 30      | 5              |
| Martina Hingis Flavia Pennetta        | 37      | 6              |
| Garbiñe Muguruza Carla Suárez Navarro | 37      | 7              |
| Cara Black Caroline Garcia            | 51      | 8              |

## Campeonas

### Individual Femenino
Petra Kvitová venció a  Eugénie Bouchard por 6-3, 6-4 

### Dobles Femenino
Martina Hingis /  Flavia Pennetta vencieron a  Cara Black /  Caroline Garcia por 6-4, 5-7, [12-10]